# Taubenturm Château de Montastruc

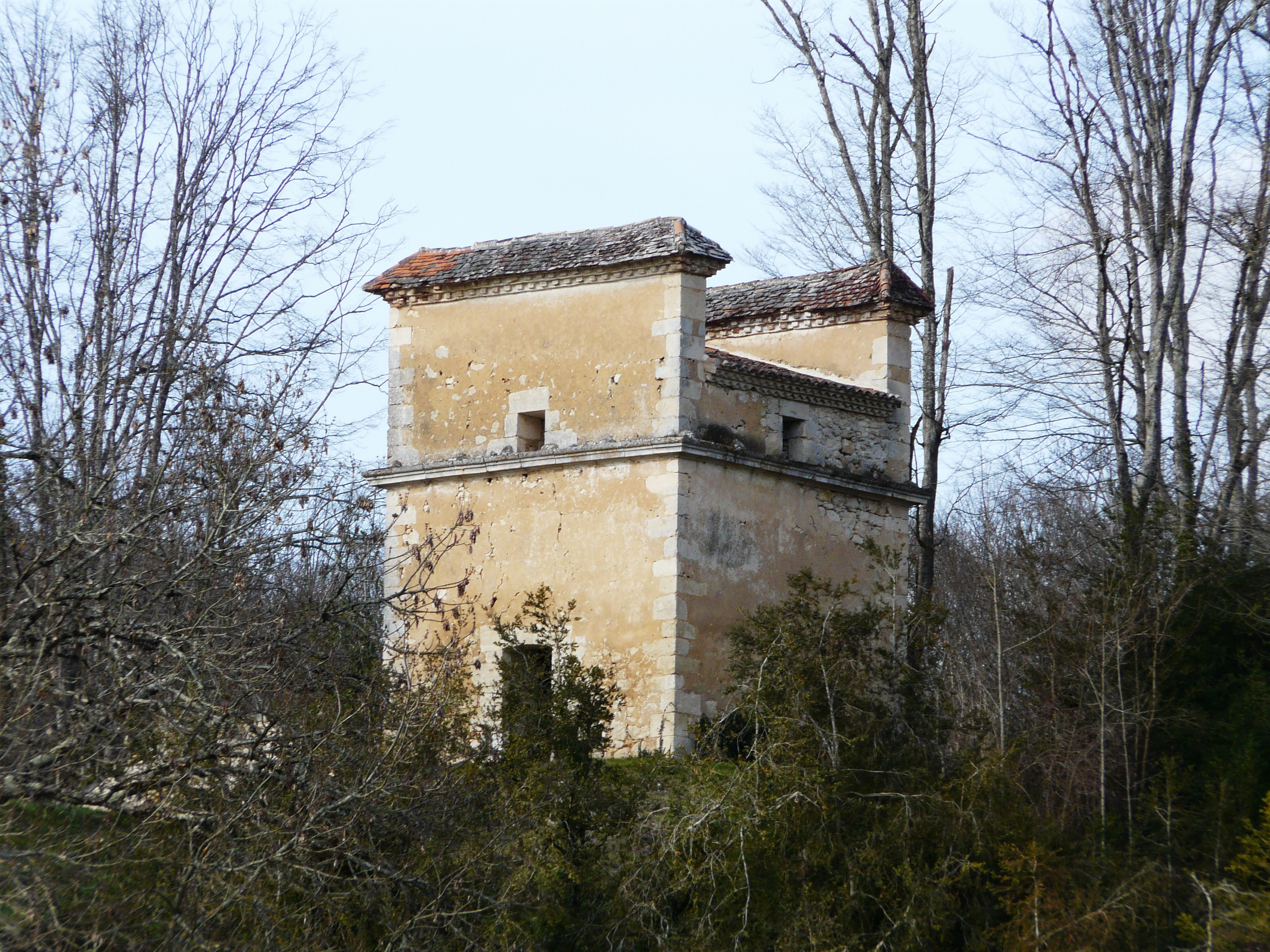
Taubenturm in Lamonzie-Montastruc

Der Taubenturm (französisch colombier oder pigeonnier) des Château de Montastruc in Lamonzie-Montastruc, einer französischen Gemeinde im Département Dordogne in der Region Nouvelle-Aquitaine, wurde im 18. Jahrhundert errichtet. Der Taubenturm steht seit 2001 als Teil des Schlosses als Monument historique auf der Liste der Baudenkmäler in Frankreich.
Der rechteckige Turm aus Bruchsteinmauerwerk mit Eckquaderung wird von einem dreiteiligen Dach bedeckt.